# PDVSA

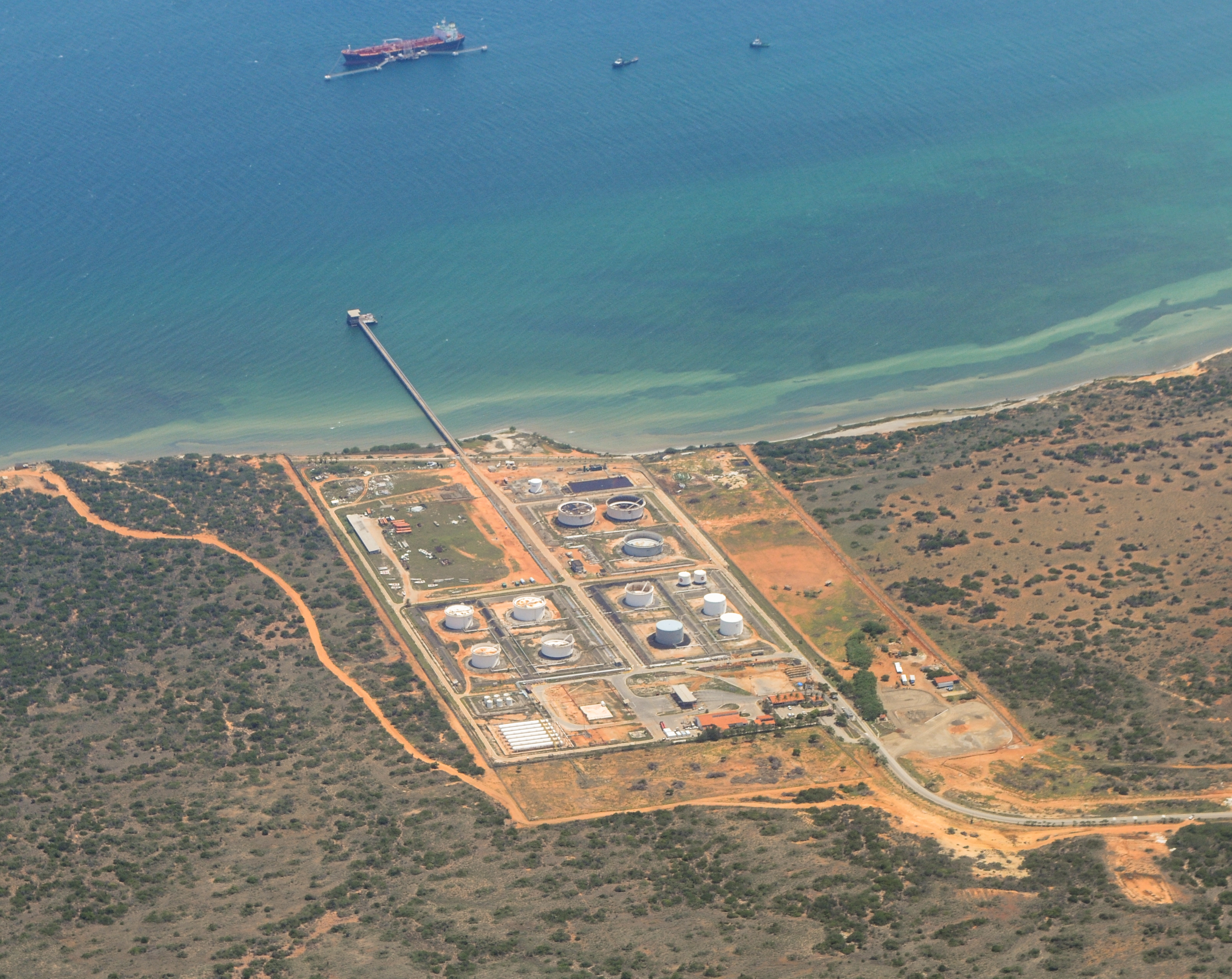
Zakład PDVSA na Margaricie

PDVSA (Petróleos de Venezuela, S.A.) – wenezuelskie przedsiębiorstwo państwowe działające w branży petrochemicznej.
Spółka została utworzona 1 stycznia 1976 poprzez nacjonalizację całego przemysłu naftowego w Wenezueli, stając się największym przedsiębiorstwem w tym kraju. Po dojściu do władzy Hugo Cháveza państwowa kontrola nad spółką została zwiększona i sytuacja w firmie zaczęła się pogarszać. Dochody ze sprzedaży ropy były wykorzystywane do pokrywania deficytu budżetowego. Całkowita dzienna produkcja w 2013 roku spadła do 2,4 mln baryłek dziennie, podczas gdy w 1998 roku była o 25% wyższa (3 miliony baryłek). W 2002 roku blisko połowa pracowników koncernu wzięła udział w strajku i protestach przeciwko polityce Cháveza. Rząd zareagował masowymi zwolnieniami pracowników, pracę straciło 25% załogi (ok. 18000 osób). Przeprowadzono liczne zmiany personalne, polegające często na wymianie doświadczonych pracowników na osoby popierające politykę Cháveza. Chávez oraz jego współpracownicy kilkakrotnie publicznie oświadczali, że osoby nie popierające prezydenta nie powinny pracować w państwowej spółce.
25 sierpnia 2012, w należącej do PDVSA rafinerii w Amuay doszło do wybuchu, w którym zginęło ponad 40 osób. Przyczyną wybuchu był wyciek gazu, który utworzył chmurę wokół instalacji, a następnie eksplodował. Zdaniem byłych pracowników firmy przyczyną źródłową wypadku było niedoinwestowanie, ograniczone przeglądy techniczne oraz niedobór części zamiennych.